# Rhescuporis II du Bosphore
Pour les articles homonymes, voir Rhescuporis.
Tiberius Julius Rhescuporis Philocaesar Philoromaios Eusebes (en grec moderne : Τιβέριος Ἰούλιος Ῥησκούπορις Φιλόκαισαρ Φιλορώμαίος Eυσεbής), plus connu sous le nom de Rhescuporis II (en grec moderne : Ῥησκούπορις Βʹ), mort en 228, est un roi du Bosphore de la dynastie Tibérienne-Julienne qui règne d'environ 210-211 à 228.

## Biographie

### Origine
Rhescuporis II est le fils et successeur de Sauromatès II. Comme lui, il se proclame « issus de rois descendant de Poséidon, d'Héraklès et d'Eumolpos ».

### Règne
Le règne de Rhescuporis II est contemporain de celui des empereurs romains Septime Sévère, Caracalla, Macrin, Héliogabale et Sévère Alexandre.
Une inscription datée de 220 évoque le roi à l'occasion de la restauration d'un portique par un certain Beibios, fils d'Achaimenès :

« À la bonne fortune. Sous le roi Tibérius Iulius Rhescouporis, fils du grand roi Sauromatès, ami des Césars et ami des Romains, le pieux, Beibios, fils d'Achaimenès, petit-fils de Beibios « lochage », a reconstruit depuis les fondations le portique ruiné par la guerre, et l'a rétabli à ses frais pour sa patrie sous le « nessarque » Poplios, fils d'Antimaque, petit-fils de Démétrios par les soins d'Hélios fils de Menès en 517, le premier du mois de Loios. »

Il reste également de nombreuses pièces en électrum de ce roi avec la légende « BACIΛEWC PHCKOVΠΟΡΙΔOC », représentant à l'avers la tête imberbe puis barbue de Rhescuporis, drapé et vers la droite, portant des cheveux longs et un diadème, et au revers les têtes laurées des empereurs successifs, Caracalla, Héliogabale et Sévère Alexandre également vers la droite avec en dessous la date de l'année de l'ère du Pont utilisée dans le royaume du Bosphore.
Il laisse deux fils qui se succèdent sur le trône.

## Famille

### Mariage et enfants
De son union avec une noble d'origine sarmate, il eut :
- Cotys III ;
- Sauromatès III.